# Capsule (bactériologie)
Pour les articles homonymes, voir Capsule.

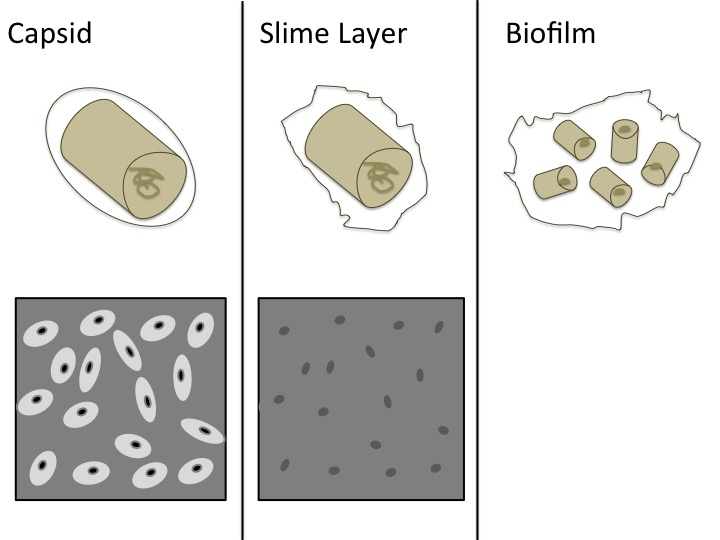
Capsule bactérienne et couche visqueuse.

Dans le domaine de la microbiologie, on appelle capsule l'enveloppe qui peut entourer la paroi de certaines bactéries. 
Elle est généralement de nature polysaccharidique. Néanmoins, certaines capsules sont de nature protéiques, comme celle de Bacillus anthracis (constituée d'un polymère d'acides poly D-glutamique).

## Mise en évidence
Ne pouvant être colorée par les techniques bactériologiques habituelles, elle peut être mise en évidence au microscope par la réalisation d'une suspension bactérienne dans de l'encre de Chine. La capsule apparaît alors sous la forme d'un halo clair et réfringent.
Leur extraction peut se faire à l'aide de phénol.
Il existe aussi d'autres techniques qui permettent la mise en évidence de la capsule comme :
- technique au cristal violet et au sulfate de cuivre ;
- technique de BORREL : Bleu de Borrel ;
- phénomène de Neufeld : technique immunochimique : des Ac anti-capsulaires qui provoquent un gonflement capsulaire.

## Utilité pour la bactérie
Toutes les fonctions des capsules ne sont probablement pas encore identifiées, mais elles sont, pour de nombreuses bactéries, considérées comme un facteur de résistance et un facteur de virulence (exemple : Escherichia coli K1 ) car, souvent : 
- elles protègent la bactérie de la phagocytose par chimiotactisme négatif. Elle est antigénique. Les antigènes capsulaires sont dénommés antigène K ;
- elles jouent un rôle dans l'adhérence aux cellules de l'hôte[4] ;
- elles contribuent à la résistance des biofilms, qui protègent les bactéries des UV, des désinfectants médicaux ou domestiques et industriels tels que l'eau de Javel. Néanmoins chez certaines bactéries (ex. : Klebsiella pneumoniae), la présence d'une capsule peut freiner ou inhiber la production de fimbriae[5] et d'adhésines[6]. Les bactéries gram négatif, quand elles sont capsulées semblent moins capables de produire des biofilms, et moins capable d'adhérer aux cellules-cibles de l'hôte[7] ;
- elles jouent chez certaines espèces un rôle dans la production d'un complexe extracellulaire toxique pour l'hôte[8],[9],[10] et pourraient être impliquées dans la reconnaissance de l'infection par le système immunitaire (Certaines mutations de la capsule de Klebsiella pneumoniae déclenchent une réponse inflammatoire)[11].

## Utilité en médecine
Les polysaccharides, encore appelés polyosides, de la capsule de bactéries infectieuses sont utilisés comme antigènes dans la mise au point de vaccin à sous-unités dits « polysaccharidiques » ou « polyosidiques ».  